# 光学分割
光学分割（こうがくぶんかつ、英: optical resolution）とは、ラセミ体をそれぞれの鏡像異性体（エナンチオマー）に分離する操作である。結晶化法による方法、酵素反応による方法、クロマトグラフィーによる方法に大別される。
酵素反応は、不斉還元や、一方のエナンチオマーとの立体特異的な反応といったある種の不斉合成であるが、光学分割に分類されて取り上げられることが多い。これとは対照的に速度論的光学分割は不斉合成に分類される。 不斉合成、キラルプール法と並んで光学活性化合物を調製する手法の一角を成す。

## 光学分割の方法
代表的な方法のうち3つを挙げる。

### 結晶化による光学分割
結晶化法による光学分割法には、優先晶出法、ジアステレオマー法、包接錯体法、優先富化がある。

#### 優先晶出法
ラセミ混合物はキラリティーの同じ分子が集合して結晶化する。この現象を自然分晶といい、ラセミ混合物が自然分晶する性質を利用した光学分割法であり、不斉要素を必要としないのが特徴。ラセミ混合物結晶の過飽和溶液を調製し、そこに一方の光学活性体結晶を接種し、それと同種の結晶を成長させる方法である。優先晶出法による光学分割の例は極めて少なく、数百例程度の報告例しかないようである。また、自然分晶する結晶には鏡像の関係にある一対の半面像が存在し、この2種類の結晶をルーペとピンセットでえり分けることで、それぞれのエナンチオマーを機械的に選別することも可能である。

#### ジアステレオマー法
分割したいラセミ体に、光学分割剤と呼ばれるキラル化合物を作用させ、2種類のジアステレオマーへと誘導し、ジアステレオマー間の溶解度差を利用して分別結晶することでジアステレオマーを分離する方法。再結晶を繰り返すことにより、結晶の純度を高めていく。得られた単一のジアステレオマーから分割剤を取りはずすことで、目的のエナンチオマーを取り出すことができる。 

##### ジアステレオマー塩法
ラセミ体の酸や塩基を分割するのに最も広く用いられている光学分割法。最も一般的な光学分割法であり、適用範囲も広く、工業的に広く用いられている。ラセミ体の酸を分割する場合、光学活性なアミン（塩基性光学分割剤）を作用させ、結晶性のジアステレオマー塩に誘導して分別結晶する。再結晶を繰り返すことにより難溶性のジアステレオマー塩の純度を高めていき、得られた単一のジアステレオマー塩を、水酸化ナトリウムなどの塩基で複分解することにより容易に目的のエナンチオマーを取得することができる。ラセミ体のアミンを分割する場合は、光学活性な酸（酸性光学分割剤）を用いる。 
酸性分割剤としては、酒石酸やその誘導体、乳酸、リンゴ酸、マンデル酸、10-カンファースルホン酸などがよく用いられる。塩基性の分割剤としてはストリキニーネ、ブルシン、キニーネなどのアルカロイド類、各種アミノ酸の誘導体、α-メチルベンジルアミンなどが常用される。

##### 共有結合性のジアステレオマーの分別結晶
ジアステレオマー塩法のように、塩を形成することができない化合物を分割する場合は、共有結合性の結晶性のジアステレオマーへと誘導して分別結晶を行う。例えば、ラセミ体のアルコールを分割したい場合は、キラルカルボン酸とのジアステレオマーエステルへと誘導して再結晶により難溶性のジアステレオマーを取り出す。得られた単一のジアステレオマーエステルを加水分解することにより、光学活性なアルコールを得ることができる。

#### 包接錯体法
キラルなホスト分子を用いて、ラセミ体の一方のエナンチオマーをゲスト分子として、ジアステレオ選択的に包接錯体 (inclusion complex) を形成させ、再結晶により、光学純度を高めていく光学分割法。アルコール、ケトン、エステル、エーテル、ハロゲン化物などの中性有機化合物や、熱、酸、アルカリなどの不安定な有機化合物の光学分割に有効である。ゲスト分子の蒸気圧が低い場合は、包接錯体を減圧蒸留することで、光学活性なゲスト分子が留分として得られる。また、ゲスト分子の蒸気圧が高い場合はクロマトグラフ法やより安定なゲストで置換する方法により包接錯体を分解する。

#### 優先富化
比較的最近見出された新しい光学分割現象。優先晶出法と同様に不斉環境を必要としない。ラセミ結晶の再結晶により、母液中で一方のエナンチオマーの濃縮が起こるのが特徴である。同時に、母液側と反対のキラリティーを持つ低光学純度の結晶が析出する。報告例は少ない。

### 酵素反応
酵素の高い不斉識別能を利用して、ラセミ体の一方のエナンチオマーを選択的に反応させる。

### 光学活性担持法
光学異性体は通常のシリカゲルカラムクロマトグラフィーなどでは分離不可能だが、不斉要素を組み込んだ固定相を用いると保持時間に差がつき、分割できることがある。糖などの誘導体を結合させた各種HPLCカラムが市販されており、近年の研究によりさらに分離性能が高まっている。
ただしこうしたHPLCカラムは高価であり、また大量の化合物を分割するのは難しいという欠点がある。

## 他の方法との比較
必要な化合物の合成という観点からは、光学分割はそれまで合成してきた化合物の半分を捨てることになり、大きな無駄を生じる（不要なエナンチオマーを何らかの手段でラセミ化させ、再度分割を繰り返すことで無駄をなくす手法もある）。またいずれの方法にせよこうすれば分割できるという完全な予測は立てられず、ある程度の試行錯誤を必要とする。
しかし不斉合成は技術的な困難を伴い、キラルプール法もまた適当な出発物質が得られない場合も多く、ステップ数が長くかかるケースもある。こうしたことから、特に工業スケールでの合成において、光学分割は現在でも最も重要なキラル化合物の入手手段であり続けているのが現状である。

## 光学分割による製品の実例
- オフロキサシン - レボフロキサシン
- メデトミジン - デクスメデトミジン
- セチリジン - レボセチリジン
- オメプラゾール - エソメプラゾール
- ゾピクロン - エスゾピクロン